# HD 81919
HD 81919，又名CD-34 5895，SAO 200392、HR 3756，是一颗恒星，视星等为6.65，位于銀經262.47，銀緯11.4，其B1900.0坐标为赤經9h 23m 29.2s，赤緯-34° 11.4′ 18″。